# Ћукод
Ћукод (мађ. Tyukod) је село у Мађарској, у жупанији Саболч-Сатмар-Берег. Ћукод је 80 километара источно од Њиређхаза, и 10 km северно од румунске границе.

## Етнички састав
Етнички састав села до 2001. године:
Мађари - 95%
Роми - 5%

## Знаменитости
- Реформисана црква: изграђен између 1792. и 1794. године.
- Замак породице Uray